# Ítalo Ferreira
Ítalo Ferreira da Costa (* 6. května 1994 Baía Formosa) je brazilský reprezentant v surfingu. 
Pochází ze státu Rio Grande do Norte. V dětství začal surfovat na víku chladicího boxu, v němž jeho otec skladoval ryby, později si půjčoval surf od bratranců. Ve dvanácti letech objevil jeho talent trenér Luiz „Pinga“ Campos, který mu zařídil sponzorskou firmu s firmou Oakley, Inc. a umožnil mu přípravu v tréninkovém centru Guarujá.
V roce 2011 získal Ferreira své první profesionální vítězství na Mormaii Pro Junior. V roce 2014 vyhrál brazilský šampionát SuperSurfe. O rok později debutoval ve Světové surfařské lize (WSL) a získal cenu pro nováčka roku. Ve své kariéře vyhrál devět akcí WSL a v roce 2019 se stal jejím celkovým vítězem. Na Světových hrách v surfingu v roce 2019 zvítězil v soutěži jednotlivců i družstev. Na Letních olympijských hrách 2020 se stal historicky prvním olympijským vítězem v surfingu. Ve finále porazil Japonce Kanou Igarašiho, přestože se zdržel výměnou zlomeného prkna. V roce 2024 vyhrál soutěže Billabong Pro Teahupoo na Tahiti a Rio Pro v Brazílii. Sponzorují ho firmy Red Bull a Bridgestone.
Časopis Stab ho vyhlásil nejlepším světovým surfařem let 2018 a 2019. Je držitelem Řádu Rio Branco. V roce 2023 se stal prvním Brazilcem uvedeným do surfařské síně slávy. Jeho životní příběh se stal námětem komiksu Os Caminhos da Lenda.